# Puchýřník křehký
Puchýřník křehký (Cystopteris fragilis) je nižší vytrvalá kapradina. Listy tvoří v období od června do září. Osidluje hlavně vlhké skály, staré zdi, studny, kamenité půdy a podobná zastíněná stanoviště.

## Rozšíření
Kosmopolitní druh vyskytující se především v horách až do nadmořských výšek 2 500 m - Evropa, Severní Amerika, Mexiko, vysoké polohy And Jižní Ameriky, Dálný východ, Nový Zéland, Austrálie. Hojně je rozšířen také v Česku. Zde se s ní můžeme setkat hlavně v pahorkatinách a v nížinách, kde vyhledává polostinné, vlhké lokality. Puchýřník křehký je vápnomilný.

## Popis
Z oddenku vyrůstají hustě ve svazcích 100 až 400 mm dlouhé, světle zelené, navzájem se překrývající listy, které na podzim uschnou. Velmi křehký listový řapík je kratší než čepel a naspodu hustě porostlý šupinami. Čepel je 2krát až 3krát zpeřená, lysá, podlouhle vejčitá a dlouze zašpičatělá. Vejčité postranní lístky jsou drobné, hluboce laločnaté a s hladkým okrajem. Spodní lístky vyrůstají vstřícně, horní střídavě.
Sporangia jsou na spodní straně listů v kulovitých kupkách podél žilek. Kupky jsou kryty miskovitou ostěrou, která však brzy opadává. Spory dozrávají od července do září, poté začnou listy rychle uvadat.

## Záměny
Od podobného puchýřníku hladkého (Cystopteris dickieana) ho lze bezpečně odlišit pouze podle spor - puchýřník křehký má spory s osténky, puchýřník hladký zase nevýrazně bradavičnaté a žebernaté.